# Euphorbia berotica
Euphorbia berotica ist eine Pflanzenart aus der Gattung Wolfsmilch (Euphorbia) in der Familie der Wolfsmilchgewächse (Euphorbiaceae).

## Beschreibung
Die sukkulente Euphorbia berotica bildet Sträucher mit starker Verzweigung bis in eine Höhe von 75 Zentimeter aus. Die Wurzel ähnelt einem Rhizom. Die verholzenden Triebe werden 2,5 bis 5 Millimeter dick und besitzen etwas erhabene Blattnarben. Die sukkulenten Blätter sind linealisch-eiförmig und werden bis 30 Millimeter lang und 3 Millimeter breit. Sie sind kurzlebig.
Die Cyathien stehen in zwei- bis fünfstrahligen Dolden, wobei die Strahlen bis 1 Zentimeter lang werden. An den Blütenständen werden Tragblätter bis 8,5 Millimeter Länge und 4,5 Millimeter Breite ausgebildet. Die Cyathien werden bis 7 Millimeter groß. An dem mittleren Cyathium werden vier oder fünf runde Nektardrüsen ausgebildet. Sie stehen einzeln und sind gelb gefärbt. Die stumpf gelappte Frucht wird bis etwa 5 Millimeter groß und steht an einem zurückgebogenen und bis 7 Millimeter langen Stiel. Der eiförmige Samen ist mit flachen Warzen versehen und wird 3 Millimeter lang und 2,25 Millimeter breit. Er besitzt eine Caruncula.

## Verbreitung und Systematik
Euphorbia berotica ist im Süden von Angola in der Gegend von Moçâmedes verbreitet. Die Art ist nur vom Typfundort bekannt.
Die Erstbeschreibung der Art erfolgte 1912 durch Nicholas Edward Brown. Ein Synonym ist Tirucallia berotica (N.E.Br.) P.V.Heath (1996).